# Narinaga
Narinaga (jap. 成良親王 Narinaga Shinnō; zwany także Nariyoshi), ur. 1326, zm. 1338 lub 1344 – książę japoński, siedemnasty siogun w historii oraz drugi i ostatni z siogunów okresu restauracji Kemmu. Był także, przez jeden miesiąc, następcą tronu w 1336 roku.

## Życie
Narinaga był synem cesarza Go-Daigo i Renshi Fujiwary, znanej też Renshi Ano, córki Kinkado Ano. Jego przyrodnimi braćmi byli następca tronu książę Tsunenaga i książę Noriyoshi, późniejszy cesarz Go-Murakami.
W 1334 roku po aresztowaniu księcia Moriyoshi został siogunem. W 1336 roku książę Narinaga został następcą tronu cesarza Kōmyō, gdy cesarz Kōmyō zawarł pokój ze swoim ojcem, cesarzem Go-Daigo, ale kiedy cesarz Go-Daigo uciekł z cesarskimi regaliami do Yoshino w następnym miesiącu, Narinaga utracił godność następcy tronu. Według Taiheiki (Wielkiej kroniki pokoju, 1345–1371), opowieści o wojnach rodu Ashikaga, został zabity razem ze swoim bratem, księciem Tsunenagą, w 1338 roku przez Tadayoshiego Ashikagę, który także utracił tytuł następcy tronu. Inna wersja (według pamiętnika arystokraty Moromoriego Nakahary, pt. Moromori-ki), mówi, że umieszczono go u Mototsugu Konoe, gdzie umarł w 1344 roku.